# Осада Намюра (1914)
Осада Намюра (фр. Siège de Namur; 20—25 августа 1914 года) — военная операция в ходе Первой мировой войны, в результате которой германская армия штурмом взяла бельгийский город Намюр. Намюр был окружён кольцом современных фортов, известным как «Укреплённая позиция Намюр». Его обороняла 4-я бельгийская дивизия. Когда 20 августа началась осада, германская армия использовала опыт, полученный во время осады Льежа (4–16 августа), и перед штурмом обстреливала форты силами сверхтяжёлой осадной артиллерии и четырёх австро-венгерских тяжёлых батарей.
Французская армия потерпела поражение в битве при Шарлеруа и поэтому могла оставить в Намюре лишь один полк в качестве подкрепления. Форты из-за недостаточной прочности были выведены из строя обстрелами осадной сверхтяжёлой и тяжёлой артиллерии. Последние защитники крепости были вынуждены сдаться 25 августа, после того, как остатки 4-й бельгийской дивизии отступили на юг через 5-ю французскую армию. Отступившие в конечном счёте присоединились к бельгийской полевой армии в Антверпене во время его осады.

## Предыстория

### Планы сторон

#### Бельгия
Военные планы Бельгии основывались на предположении, что другие державы изгонят захватчика. Несмотря на это, вероятность германского вторжения не привела к рассмотрению Франции и Великобритании как возможных союзников. Причина была в том, что правительство Бельгии преследовало цели большие, чем просто защита независимости страны. Англо-французское соглашение 1904 года внушило бельгийцам опасения, что британское отношение к Бельгии изменилось и что их рассматривают как британский протекторат. Генеральный штаб был сформирован в 1910 году, но его командующий генерал-лейтенант Гарри Джангблат ушёл в отставку 30 июня 1912 года и только в мае 1914 года был заменён генерал-лейтенантом Селльером де Моранвилем. Он и начал планировать сосредоточение армии, проведя встречу с железнодорожными чиновниками 29 июля. В соответствии с планом, бельгийские войска должны были быть сосредоточены в центре страны перед Национальным опорным пунктом Бельгии (крепость Антверпен) и быть готовыми любое направление, в то время как «Укреплённая позиция Льеж» (УПЛ) и «Укреплённая позиция Намюр» (УПН) были оставлены защищать границу. В условиях, когда  план перевооружения выполнялся плохо, неорганизованным и плохо обученным бельгийским солдатам расположение в центре страны было выгодно: оно позволяло отсрочить контакт с противником, для чего также были необходимы крепости, находящиеся на границе. Традиция же предполагала возвращение к пограничному развёртыванию в соответствии с французскими теориями наступления. Планы Бельгии стали компромиссом между этими двумя вариантами. Было решено, что полевая армия сосредоточится за рекой Гете с выдвижением двух передовых дивизий в крепости Льеж и Намюр.

#### Германия
С 1891 г. германская стратегия стала ориентироваться на наступательные операции против Франции и оборонительные — в отношении России. Планы Германии определялись:
1. малой численностью войск;
2. скоростью мобилизации и сосредоточения;
3. эффектом подавляющей мощи современного оружия.

Лобовая атака представлялась дорогостоящей и затяжной, особенно после того, как Франция и Россия модернизировали свои укрепления на границе с Германией. Альфред фон Шлиффен, глава германского Генерального штаба (Oberste Heeresleitung «OHL»), в 1891—1906 годах разработал план по обходу французских пограничных укреплений наступлением северного (правого) фланга, который имел бы локальное численное превосходство и быстро одержал бы решающую победу. К 1898—1899 годам этот манёвр предполагал быстрый переход через Бельгию, между Антверпеном и Намюром, а затем создание угрозы для Парижа с севера. Гельмут Мольтке (младший), сменивший Шлиффена в 1906 году, сомневался, что французы будут действовать в соответствии с предположениями германского Генерального штаба. Мольтке изменил планы развёртывания и сосредоточения, чтобы путём добавления дивизий к левому флангу (из ок. 1 700 000 человек, которых предполагалось мобилизовать в Westheer — «западную армию») адаптировать план к удару в центре или, как вариант, охватывающим ударам с флангов. Основные германские силы (правый фланг) всё же должны были продвигаться через Бельгию, чтобы через её юг наступать на Францию, французские же армии были бы охвачены левым фангом и оттеснены по рекам Маас, Эна, Сомма, Уаза, Марна и Сена без возможности отступления в центральную Францию. Таким образом французы либо были бы уничтожены ударом с севера, либо это создало бы условия для победы в центре, а то и в Лотарингии на общей границе.

### Военные разработки и первые бои

#### Укреплённая позиция Намюр
Долина реки Маас была путём, через который можно было вторгнуться и во Францию, и в Германию, поэтому после франко-прусской войны бельгийский генерал Анри Алексис Бриальмон укрепил низменность в районе городов Льеж и Намюр, чтобы удержать Францию и Германию от нарушения бельгийского суверенитета. «Укреплённая позиция Намюр» была построена в 1888—1892 годах в семи километрах от центра Намюра. Форты возводились по стандартным проектам треугольной и четырёхугольной формы, углом в сторону вероятного наступления противника, позволяющей минимизировать число защитных батарей во рвах форта. На левом берегу Мааса располагались модернизированные форт де Малон, форт де Сент-Эрибер, форт де Маршовелет и форт де Сюарле и немодернизированные форт д'Эмин и форт де Коньеле. На правом берегу были форт де Мезере, форт д'Андуа и форт де Дав — все они прошли модернизацию. Устаревшая цитадель в городе была уже излишней.
Форты строились из обычного, а не армированного бетона, причём бетонирование можно было производить только при свете дня, результатом чего стало наличие слабых швов между слоями, залитыми в разные дни. Цитадель была покрыта 3—4 метрами бетона; бетонные стены казармы, которые были менее уязвимы, имели толщину 1,5 м и были окружены рвом шириной 8 м. Въезд представлял собой длинный пандус, тылом обращённый к Намюру, защищённый тамбуром с орудийными амбразурами, перпендикулярными входу. Вход был оборудован катящимся разводным мостом, отходящим от края рва на 3,5 м, который в свою очередь защищался гранатомётами, входной решёткой и 57-мм орудиями, стреляющими вдоль оси ворот. Форты Льежа и Намюра располагали в общей сложности 171 тяжёлым орудием, в том числе в каждом форту было размещено по 5—8 орудий фирмы Круппа калибром 120, 150 и 210 мм, которые были наиболее современными артиллерийскими системами на 1888 год. Все они были установлены в выдвижных броневых башнях, произведённых в Франции, Бельгии и Германии. По три выдвижные башни небольшого размера с 57-мм орудиями для ближнего боя устанавливались в треугольных фортах и по четыре — в четырёхугольных. Также 6—9 57-мм орудий были установлены в казематах, чтобы обстреливать ров.
Форты УПН строились так, чтобы выдерживать удары 210-мм артиллерийских орудий. Также они были оборудованы паровыми электрогенераторами стоимостью 29 миллионов франков для освещения, работы насосов и прожекторов. В фортах ослаблена тыльная часть, чтобы потерянный форт можно было легче возвратить силам гарнизона, контратакующим сзади. Казармы и обслуживающие сооружения помещались сзади, используя задний ров для освещения и вентиляции жилых площадей. Провизия готовилась для повседневных нужд гарнизона, но недостатком было то, что уборные, души, кухни и морг были построены в контрэскарпе, который мог стать ненадёжным, если дым от разрывов снарядов скапливался в жилых и обслуживающих помещениях, ввиду того, что форты проветривались естественным способом. В каждом форту было подразделение пехоты, чтобы производить вылазки в расположение атакующих.

#### Предшествующие военные действия
Осада Льежа ознаменовала начало германского вторжения в Бельгию и стала первой операцией мировой войны. Осада длилась 11 дней, а не 2 дня, как того ожидали немцы. Атаки на город началась 5 августа 1914 года и продолжались до 16 августа, когда пал последний форт. Железные дороги, необходимые германским армиям в восточной Бельгии, были перекрыты крепостью, но после её захвата, утром 17 августа, германские 1-я, 2-я и 3-я армии могли свободно продолжать своё продвижение к французской границе. Бельгийская полевая армия 18-20 августа отошла от р. Гете к Антверпену. 20 августа без сопротивления был сдан Брюссель. Генерал Карл фон Бюлов, командующий 2-й армии, сформировал ударную группу «Намюр» (Angriffsgruppe Namur) под командованием генерала Макса фон Гальвица, которая включала Резервный гвардейский корпус, XI корпус, выделенный 3-й армией генерала Макса фон Хаузена, и дивизию VII резервного корпуса — всего около 107 000 человек, которые начали продвижение к Намюру 16 августа и появились перед ним 20 августа. 3-я армия прикрывала южный фланг вдоль Мааса, а 2-я армия вступила в сражение у Шарлеруа, что помешало французским войскам (кроме одного полка) прийти в Намюр на помощь гарнизону.

## Ситуация к моменту начала осады

### Бельгийские приготовления к обороне
Намюр обороняли 37 000 человек гарнизона и пехота 4-й бельгийской дивизии под командованием генерала Эдуарда Мишеля. Бельгийская и германская кавалерия вступили в перестрелку 5 августа к северу от Намюра и два дня спустя — к юго-востоку. 19 августа 8-я бельгийская бригада в Хае уничтожила мост через Маас и отступила в Намюр, поскольку с востока приближались силы Гвардейского резервного корпуса и XI корпуса.

### Приготовления германских войск
Бюлов поручил генералу фон Гальвицу, командующему Гвардейского резервного корпуса, вместе с ударной группой атаковать Намюр, пока 3-я армия отбивала атаки союзников между Намюром и Живе. Высланные по долине Мааса из Льежа сверхтяжёлая артиллерия и инженерные войска с учётом опыта, полученного при штурме УПЛ, избрали кратчайший путь следования к Намюру, что привело Гвардейский резервный корпус на северный берег Мааса, а XI корпус на южный. Бюлов прибыл в штаб Гальвица 20 августа и настоял, чтобы 1-я Гвардейская резервная дивизия продвинулась дальше к северу и северо-западу от Намюра для прикрытия левого фланга 2-й армии, которая разворачивалась у крепости. Дивизия должна была пересечь реку в Анденне, но «бельгийские гражданские лица» задержали их в уличном бою. 3-я Гвардейская резервная дивизия была задержана в Инжоне, а также контратакой бельгийских сил из форта Коньеле. На южном берегу XI корпус отбил атаки бельгийцев, достиг района сосредоточения и выставил боковое охранение во Флоре́. Германская артиллерия подошла с опозданием, и поэтому артподготовка была отложена на 21 августа. Рельеф местности на юго-востоке был признан неподходящим для атаки, поэтому 38-ю дивизию направили к Альтину, а 22-я дивизия расположилась в центре будущей атаки на южном берегу Мааса.

### Германский план атаки
После разведки 19 августа Гальвиц рассудил, что взять крепость с ходу не получится, и решил атаковать с северо-востока силами 3-й Гвардейской резервной дивизии между Инжоном и Везеном и с востока силами XI корпуса. 1-я Гвардейская резервная дивизия осталась в Анденне в качестве резерва. Осадная артиллерия должна была расположиться в секторах напротив фортов Маршовелет, Мезере и Андуа. Пехота, подходящая из Эрона, Кутиса, Оэ и Амуа, к 11:00 должна была занять позиции на линии между Франк-Варе, Везеном, Склейном, Стрю и Фо-ле-Томбом; во второй половине дня артиллерия начинала обстрел. В тот же день прибыл план, составленный Генштабом, с картами расположения фортов и гарнизона, но Гальвиц предпочёл провести операцию согласно современным методам ведения войны, а не довоенным взглядам на осаду. Воздушная разведка обнаружила бельгийские отряды в Коньеле и понтонные мосты на Вепьоне и Арре, по обе стороны Намюра, а также оживлённое движение на железных дорогах, ведущих к крепости с юго-запада. Пока немцы осаждали Льеж, бельгийцы воспользовались временем, чтобы построить полевые укрепления между фортами, в частности в наиболее уязвимых частях периметра от севера до юго-востока.

## Осада

### Бомбардировка
Бомбардировка 21 августа была затруднена туманом и к полудню артиллерия на северо-востоке и юго-востоке стреляла только по фортам Маршовелет, Мезере и Андуа и пространству между ними. Бельгийцы отвечали слабо и 1-я Гвардейская резервная дивизия продвинулась в район Эмптена и Мефа. 3-я Гвардейская резервная дивизия продвинулась до окраин деревень Маршовелет, Жельбрессе и Варте, 22-я дивизия заняла линию Тон — Гойе — Фо-ле-Томб, а 38-я дивизия расположилась в Анденне. В результате изучения местности к югу и юго-востоку от Намюра было установлено, что местность там полна оврагов с крутыми стенами и не подходит для атаки, что вынудило Гальвица ограничиться на этом направлении обманными манёврами и отдать приказ 38-й дивизии до завтра переправиться на северный берег. Хотя дождливая погода препятствовала германской воздушной фоторазведке, 1-я Гвардейская резервная и 38-я дивизии должны были нанести основной удар между Доссу и Жельбрессе, тогда как 3-я Гвардейская резервная дивизия оставалась в резерве. Артиллерии было предписано начать обстрел форта Коньеле. 22 августа бельгийцы нанесли 2 контрудара, и 3-я Гвардейская резервная дивизия оказалась втянута в бой около Маршовелета, что сорвало планы штурма, который пришлось отложить до следующего дня. Обстрел продолжился, причём артиллерийские командиры были уверены, что эффект обстрела был сокрушительным, тогда как пехотные командиры, сапёры и воздушные экипажи указывали, что огонь со стороны бельгийских фортов и временных оборонительных позиций не ослабевал.

### Штурм
Гальвиц приказал начать штурм на севере и северо-востоке 23 августа. Командовать атакой был назначен генерал-лейтенант Отто фон Плюсков — командующий XI корпуса. Осадные орудия должны были подавить бельгийскую крепостную артиллерию, чтобы пехота и сапёры могли атаковать промежуточные укрепления при поддержке средних и полевых орудий. После первой атаки должна была быть занята северная окраина Намюра до железной дороги Жамблу — Намюр — Юи. Плюсков просил об отсрочке штурма до тех пор, пока бомбардировка фортов не принесёт успех, но Гальвиц отклонил эту просьбу. Штурм начался, в 9:30 стало известно, что 3-я Гвардейская резервная дивизия захватила укрепления восточнее форта Коньеле, и Плюсков бросил на штурм остальные части в своём секторе. В 11:15 укрепления по обе стороны от форта Маршовелет также были захвачены, и ответный огонь из этого форта и из форта Коньеле прекратился. Начались атаки по всей линии фронта в направлении Намюра; резервная бригада 1-й Гвардейской резервной дивизии и полк 38-й дивизии продвигались вдоль дороги Лёз — Намюр, чтобы прикрыть фланг от возможных атак из фортов Эмин и Сюарле. Форты Коньеле и Маршовелет сдались ко второй половине дня, и к 16:00 атакующие на севере Намюра достигли поставленной цели.
14-я резервная дивизия атаковала форты Эмин и Сюарле, чтобы отвлечь их огонь от основного направления штурма. 22-я дивизия обстреливала форты Мезере и Андуа до второй половины дня, когда пехота подошла вплотную к промежуточным укреплениям между ними. В 17:00 Гальвиц послал парламентёра к командующему гарнизоном Намюра с требование сдачи города и остающихся фортов к 19:00; в противном случае город и цитадель должны были подвергнуться артиллерийскому обстрелу. Плюсков приказал артиллерии быть готовой начать заградительный огонь к югу от Намюра, чтобы предотвратить подход подкреплений к обороняющимся или отступление гарнизона. Никакого ответа к назначенному Плюсковом сроку не было получено, но германское командование решило не вступать в уличные бои в течение ночи и ограничиться только артобстрелом цитадели и южной части города. Обстрел прекратился всего через 15 минут, поскольку некоторые части в северной части Намюра пересекли железнодорожную линию. Гальвиц приказал остальным пехотным частям продвигаться к Самбре и Маасу, что не встретило сопротивления, однако обнаружилось, что все переправы, кроме одного небольшого моста, уничтожены. Войска в городе доложили, что 4-я бельгийская дивизия отступила на юг, когда немцы прорвали линию обороны. В течение ночи германские войска оставались на занятых позициях, готовясь продолжить штурм утром.
Германские приготовления завершились 24 августа в 5:00, и сверхтяжёлая артиллерия продолжила обстрел фортов Эмин и Сюарле. Войска, находившиеся в городе, восстанавливали мосты через Маас и Самбру. Форт Мезере был ещё накануне захвачен 22-й дивизией, и Гальвиц приказал 38-й дивизии продвигаться в направлении пересечённой местности к юго-западу от Намюра, чтобы штурмовать форты Малон и Сан-Эрибер. 3-я Гвардейская дивизия должна была занять оставшуюся часть города, 1-я Гвардейская дивизия — прикрывать артиллерийские позиции к северу от Мааса, с которых велась бомбардировка фортов Эмин и Сюарле. Перед 14-й резервной дивизией была поставлена задача предотвратить прорыв гарнизона на западе и юго-западе, а 22-я дивизия должна была взять форты Андуа и Дав и затем форсировать Маас. 3-я Гвардейская дивизия к утру заняла оставшуюся часть города и захватила форт Андуа. 38-я дивизия взяла форт Малон лобовой атакой и укрепилась в нём. Вечером 38-я дивизия взяла форты Сен-Эрибер и Эмин, Дав и Сюарле пали 25 августа, но уже ночью 24 августа Гвардейскому резервному корпусу и XI корпусу было приказано двигаться на юг, чтобы соединиться с 2-й и 3-й германскими армиями.

## Результаты

### Анализ
Германская официальная история сообщала в многотомном издании «Мировая война» (нем. Der Weltkrieg 1914 bis 1918), что быстрое взятие Намюра исключило возможность удержания французскими войсками позиций у слияния рек Самбры и Мааса. Успех был приписан мастерству Гальвица, который переосмыслил принципы ведения полевой и осадной войны и применил тактику, которая была намного более эффективна, чем применённая в Льеже. Штурм Намюра был быстрее, потребовал меньшего количества войск и сопровождался меньшими потерями, несмотря на трёхнедельные приготовления защитников. Немцы полностью пересмотрели тактику, применённую в Льеже, и дождались, пока подошедшая из-под Льежа осадная артиллерия подавит форты, прежде чем атаковать силами пехоты. Артподготовка выбила обороняющихся из траншей позади фортов, и германские войска, проходя между фортами, получили возможность атаковать их с тыла. Защитников фортов оттесняли в центральный массив, где не было соответствующих санитарных условий для 500 человек и воздух быстро становился непригоден для дыхания, в то время как германская артиллерия разрушала форты навесным огнём сверхтяжёлых гаубиц и с тыла. Огонь германской артиллерии исключил возможность вылазок из фортов, но 60 % снарядов, в основном тяжёлых, пролетели мимо фортов. В то же время крепостные орудия, будучи менее мощными, чем германские, стреляли точнее, используя данные корректировщиков и огневую поддержку из соседних фортов. В. Ф. Новицкий отмечает в качестве факторов, способствовавших быстрому падению крепости, умелое её окружение германскими силами, полностью отрезавшими Намюр от полевых войск Антанты, что исключило подход подкреплений; также причиной была пассивность собственного ганизона крепости, который не только не пытался маневрировать в первый период осады, но и начал покидать Намюр уже после падения первых фортов на северо-востоке.

### Потери
Бельгийская армия потеряла 15 000 человек, из которых 10 000 — потери 4-й дивизии, которая отступила на юг, за позиции французской армии. Дивизия двигалась в Гавр, потом через море в Остенде, прибыв туда 27 августа, и затем соединилась с бельгийской армией в Антверпене. В германской официальной истории сообщается о захвате 5 700 бельгийских и французских пленных и 12 полевых орудий, а также о захвате в плен части служащих 4-й дивизии, которые покинули крепость в последний момент перед началом осады, но были перехвачены к югу от Намюра. Немцы потеряли 900 человек, в том числе 300 — убитыми.

## Комментарии
1. ↑  «Меры принуждения», несколько раз применённые немцами к гражданскому населению в ходе боевых действий в Бельгии, использовались пропагандой стран Антанты и расследовались в ходе войны и после неё комиссиями разной степени пристрастности. В 1920-е и 1930-е годы обвинения против германских войск были признаны недостаточно обоснованными в свете того, что комиссии по расследованию преследовали политические цели. Однако в 2005 году Хорн и Крамер на основании архивных материалов, солдатских писем и дневников и полковых историй пришли к выводу, что в 1914 году в Бельгии и Франции немцы действительно жестоко обращались с гражданским населением и военнопленными. По заключению авторов, германские стратеги исходили из предположений, что гражданское население будет участвовать в партизанской войне и необходимо принятие суровых мер для подавления таких гражданских восстаний. Хорн и Крамер пишут, что насилие по отношению к гражданскому населению было результатом пьянства, отсутствия дисциплины, страха и истерии в немецких частях, а также свежей памяти о действиях франтирёров (партизан) в дни Франко-прусской войны, а большинство германских утверждений о нападениях французских иррегуляров в начале Первой мировой войны было необоснованным[12].